# Flakpanzer I
El 2 cm Flak 38 auf Panzer I Ausführung A, conegut usualment com a Flakpanzer I, era la conversió del Panzer I a un vehicle antiaèri dissenyat i produït per l'Alemanya Nazi, i utilitzat durant la Segona Guerra Mundial, encara que era bastant estrany.

## Desenvolupament
El Flakpanzer I va ser desenvolupat durant la batalla de França, quan es va reconèixer que el Flak mobilitzat no estava suficient blindat. El Waffenamt alemany va decidir combinar una arma antiaèria lleugera amb el cos d'un tanc. En aquest cas, el tanc escollit va ser el Panzer I, únicament per la seva gran disponibilitat en aquells moments de la guerra. La conversió va ser feta per Stoewer. En total, es van produir 24 d'aquests vehicles. Durant la conversió, algunes parts del vehicle, com el blindatge frontal de l'estructura, o la coberta del motor van ser extretes, per guanyar espai per a situar l'arma. Per aconseguir una major estabilitat, el blindatge frontal de l'estructura va ser mogut 18 mm cap endavant. Les vores al voltant del tanc estaven fetes de xapa de metall, i no oferien cap mena de protecció. En realitat, aquestes planxes estaven fetes per a ser abaixades per a guanyar més espai i situar-se allà. Endemés, per guanyar espai extra (ja que el Panzer I era un vehicle bastant petit), es van desmuntar les ràdios, les comunicacions es feien per senyals. Els vehicles estaven armats amb el canó automàtic Flak 38; a part, la tripulació estava armada amb armes més petites, com per exemple Mauser Kar 98k. Per fer que el conductor entrés més fàcilment al vehicle, l'arma principal no va ser muntada en el centre, sinó que lleugerament a la dreta. La munició estava emmagatzemada sota del seient del conductor, darrere del seient del carregador. Pel seu reduït espai, el vehicle comptava usualment amb un tràiler extern, un Sonderanhänger 51, amb més equipament, com més munició i canons.

## Servei
Només una unitat va ser equipada amb els Flakpanzer I, la Fla.-Btl.(mot) 614 (Batalló 614 de Flak Motoritzats). La unitat va ser formada en 1941, i en el mateix any va ser enviada i estacionada en Romania. Des d'allà van ser moguts a la part sud del front de l'est. En el seu servei, els vehicles van veure poca activitat contra l'aviació enemiga, però van veure molt combat contra les forces terrestres enemigues, ja que l'arma només podia disparar recte en una posició relativament estacionaria. Per al seu ús contra l'aviació, el vehicle havia d'utilitzar la muntura transversal de l'arma, i això reduïa molt el espai del petit vehicle. Per culpa de la insuficient protecció de la seva tripulació en algunes batalles, van patir gran quantitat de baixes. Les companyies del batalló van acabar sent enviades a altres unitats per culpa d'allò. El Batalló sencer va ser desmantellat en 1943 durant la batalla de Stalingrad, encara que la majoria de vehicles ja havien sigut destrossats o abandonats.